# Тулейська вулканічна діяльність
Тулейська вулканічна діяльність (рос. тулейская вулканическая деятельность, англ. Thullean activity, нім. Thullean Aktivität f) — палеоген-неогенова до сучасної наземна вулканічна діяльність у Північній Атлантиці, відома за базальтовими покривами, дайками і центральними вулкано-плутонічними комплексами складного складу (у Великій Британії, Ірландії, Шотландії, на Фарерських і Гебридських о-вах, в Ісландії і на сході Ґренландії), можливо, вона охоплювала всю занурену частина Північної Атлантики. Представлена виливами тріщини-щитових вулканів з характерним для неї поєднанням у порівнянних кількостях толеїтових і лужних базальтів з їх диференціатами при значній кількості (8 %).